# أدجالا تسورونتيو (أونتاريو)
أدجالا تسورونتيو، أونتاريو (بالإنجليزية: Adjala-Tosorontio)‏ هي مدينة كندية تقع في مقاطعة أونتاريو. تبلغ مساحة هذه المدينة 372.333 (كم²)، ويبلغ عدد سكانها 10695 نسمة حسب إحصاء سنة 2006 م، بينما كان يسكنها 10082 نسمة في سنة 2001 م. تحتل هذه المدينة المرتبة رقم 355 بين مدن كندا حسب عدد السكان والمرتبة رقم 135 في المقاطعة. نما عدد السكان في هذه المدينة بنسبة (6.1) بين العامين المذكورين.

## أعلام
- نورمان دافيسون

## وصلات خارجية
- الأطلس الحكومي لكندا
- إحصاءات كندا مع ساعة تعداد السكان